# Grand Prix d'été de saut à ski 1994
Le Grand Prix d'été de saut à ski 1994 est la 1re édition du Grand Prix d'été de saut à ski organisé par la FIS, il fut remporté par le Japonais Takanobu Okabe.

## Classement général
| Place | Nom                | Pays               | Points |
| ----- | ------------------ | ------------------ | ------ |
| 1     | Takanobu Okabe     | Japon              | 747    |
| 2     | Ari-Pekka Nikkola  | Finlande           | 694    |
| 3     | Andreas Goldberger | Autriche           | 668    |
| 4     | Jiri Parma         | République tchèque | 667    |
| 5     | Jens Weissflog     | Allemagne          | 657    |
| 6     | Rico Meinel        | Allemagne          | 625    |
| 7     | Jaroslav Sakala    | République tchèque | 624    |
| 8     | Alexander Herr     | Allemagne          | 615    |
| 9     | Nicolas Dessum     | France             | 614    |
| 10    | Kenji Suda         | Japon              | 610    |

## Résultats
| Date               | Lieu         | Vainqueur      | Deuxième           | Troisième         |
| 28 août 1994       | Hinterzarten | Japon          | Finlande           | Allemagne         |
| 28 août 1994       | Hinterzarten | Takanobu Okabe | Nicolas Dessum     | Jens Weissflog    |
| 1er septembre 1994 | Predazzo     | Takanobu Okabe | Andreas Goldberger | Ari-Pekka Nikkola |
| 5 septembre 1994   | Stams        | Takanobu Okabe | Roberto Cecon      | Ari-Pekka Nikkola |